# 明朝諡號列表
本表列舉明朝朝廷賜諡號以及獲諡人物：

## “文”字開首(文臣專用)
- 文正：李东阳、谢迁、倪元璐（弘光帝谥）、刘理顺（弘光帝谥）
- 文贞：杨士奇、徐阶、钱象坤、范景文（弘光帝谥）、缪昌期（弘光帝谥）
- 文成：刘基、王守仁
- 文忠：曹鼐（初谥文襄）、杨廷和、张孚敬、张居正、叶向高、温体仁、孙承宗（弘光帝谥）、贺逢圣（弘光帝谥）、陈子壮（永历帝谥）、吴贞毓（永历帝谥）、马世奇（弘光帝谥）、堵允锡（永历帝谥）
- 文端：陈以勤、高仪、王家屏、沈鲤、方从哲、刘一燝、何如宠（弘光帝谥）、王直、吴一鹏、周经、吴山、焦竑（弘光帝谥）
- 文定：杨溥、蒋冕、李春芳、于慎行、申时行、沈淮、徐光启、吴宽、王瓒、王道、陆树声、张邦奇、陈敬宗、何瑭、盛訥
- 文简：黄淮、毛纪、许讚、吕调阳、郭朴、李逊学、刘春、毛澄、孙承恩、张璧、翁正春、黄凤翔、湛若水、董玘、许思温、仪智、马汝骥、周炳谟、刘曰宁、何孟春、马京、陶望龄、穆孔晖
- 文懿：吕原、翟銮、朱赓、赵志皋、刘宣、章懋、杨启元、杨守陈、储巏、诸大绶、瞿景淳
- 文肃：刘忠、赵贞吉、朱国祯、王锡爵、文震孟（弘光帝谥）、吕大器（永历帝谥）、王、吴俨、王图、何乔新、罗玘、钱习礼、谢铎、刘瑞、徐善述、岳正
- 文毅：商辂、张治（初谥文隐）、张四维、何宗彦、倪岳、傅珪、罗伦、黄孔昭、郭正域、赵用贤、金声（隆武帝谥）
- 文宪：彭时、费宏、陈于陛、宋濂、杨慎
- 文庄：邱濬、马自强、张位、殷士儋（初谥文通）、罗钦顺、王鸿儒、邵宝、欧阳德、汪俊、王一夔、叶盛、刘元震、吴悌、邹守益、陈仁锡（弘光帝谥）、蔡清
- 文敬：胡居仁
- 文裕：白钺、陆深、黄佐、张元祯
- 文节：李廷机、李标、莊昶、刘应秋、舒芬、沈懋学（弘光帝谥）、周凤翔（弘光帝谥）、胡守恒
- 文义：高穀
- 文靖：金幼孜、严讷、徐溥、刘健、贾咏、魏骥、王汝玉
- 文穆：胡广、刘吉、成基命、许国、林钎、傅瀚
- 文昭：蕭維禎、江澜
- 文恪：朱善、王鏊、朱国祚、郑以伟、蔡国用、吴道南、耿裕、林燫、温仁和、杨廉、孙升、余继登、唐文献、杨道宾、吴讷、丁士美、周子义、宋讷、鲁铎
- 文恭：孙如游、沈一贯、万士和、程文德、刘铉、罗洪先、张元忭、陈献章
- 文襄：席书、桂萼、杨一清、方献夫、高拱、唐龙、周忱
- 文清：薛瑄
- 文修：林俊
- 文康：万安、梁储、李时、顾鼎臣、苗衷
- 文洁：邓以讚
- 文敏：杨荣、余有丁、李国𣚴、姚夔、李廷相、霍韬、董其昌、冯琦、徐缙、崔铣、邹济
- 文达：李贤
- 文通：王一宁、費寀、钱溥、李奎
- 文介：石珤（实谥文隐）、孙慎行、公鼐、刘俨
- 文安：李本、刘定之、王英、周洪谟、李杰、郑赐、林瀚、刘龙
- 文烈：何腾蛟（永历帝谥）、汪伟（弘光帝谥）
- 文和：刘珝、尹直
- 文僖：张益、靳贵、黄珣、林庭机、黎淳、张升、顾清、倪谦、董越、陶大临、陈升
- 文荣：袁炜
- 文愍：夏言、李默
- 文思：彭华

## “武”字開首(武臣專用)
- 武宁：徐达
- 武毅：顾成、金朝兴、高成、薛绶、陶瑾、王聪、戚继光、朱永
- 武敏：孙镗、和勇、安国
- 武惠：陆炳
- 武襄：蔡迁、沐昂、李旻、朱崇、杨洪、徐亨、朱谦、仇钺、王效、刘文、柳珣、陈圭、周尚文
- 武顺：邓愈
- 武肃：潘毅、高显、柳溥
- 武靖：李文忠、陈懋、陈王谟
- 武信：楊璟
- 武康：康茂才（《弇洲谥法考》作武义）
- 武庄：华高、胡大海
- 武壮：马荣、梁震、耿再成
- 武桓：赵德胜
- 武愍：廖永安、朱勇
- 武烈：朱能
- 武勇：蒋贵、毛忠
- 武僖：王贵、陈友、周玉、沐琮

## “忠”字開首(文武通用)
- 忠文：王禕（初谥文节）、李时勉（初谥文毅）、李邦华（弘光帝谥）
- 忠武：常遇春、刘荣、张玉（初谥忠显）、薛禄、郭登、张庆臻（弘光帝谥）、周遇吉（弘光帝谥）
- 忠定：朱复、蹇义、韩文
- 忠烈：张辅、俞通海、徐忠、李如松、卢象升（弘光帝谥）、孙燧、郭应响、张允登、杨涟、张铨、王章（弘光帝谥）、蔡道宪
- 忠简：王佐、张翀、魏良弼
- 忠肃：王翱、鄺埜、于谦（初谥肃愍）
- 忠毅：张德胜、张武、郑亨、陈怀、王简、周长、王骥、武兴、方政、山云、赵南星、左光斗、周朝瑞（弘光帝谥）、周宗建、李应升、刘熙祚、卫景瑗（弘光帝谥）、成德（弘光帝谥）、陆培（隆武帝谥）
- 忠敬：沐晟
- 忠敬：李贤、高攀龙、马理
- 忠节：吕维祺（弘光帝谥）、吴云、杨最、许逵、鹿善继、吴麟徵（弘光帝谥）、魏大中、吴甘来（弘光帝谥）、高邦佐（弘光帝谥）、金铉（弘光帝谥）、许直（弘光帝谥）、許逵
- 忠贞：徐辉祖、孟兆祥（弘光帝谥）、万燝（弘光帝谥)、秦良玉
- 忠靖：朱荣、夏原吉
- 忠襄：濮英、陈圭、方瑛、郭资、金忠、仪铭、伍文定、蔡懋德、毛吉
- 忠敏：杨善、张濂、祁彪佳（隆武帝谥）
- 忠安：胡濙
- 忠僖：張輗、劉安、朱希孝
- 忠穆：袁容
- 忠介：海瑞、邹元标、施邦曜（弘光帝谥）、邹智、周顺昌
- 忠威：程宽
- 忠端：王家彦（弘光帝谥）、黄尊素（弘光帝谥）
- 忠瑞：宋瑛
- 忠壮：曹良臣、王真、李远、郭亮、薛贵、吴瑾、刘文炳（弘光帝谥）、吴允诚、冀杰、傅宗龙、朱之冯、黄絅、郭都、赵倾蔡、張紘、宗龙、杨照
- 忠宣：黄福、刘大夏
- 忠裕：黄巩
- 忠果：刘文燿（弘光帝谥）
- 忠勇：吴忠、孟善、陈文、孙世、陈亨、殷尚质、林椿、黑春
- 忠愍：康铎、徐增寿、孙兴祖、程国胜、张文锦、何廷魁、汪一中、王治道、李彬、李涞、李梅、张世忠、陳邦彥（永历帝谥）、沈鍊、袁化中、陈选、刘球、杨继盛
- 忠刚：张达
- 忠惠：周起元
- 忠悫：朱冕
- 忠怀：杨源
- 忠清：凌义渠（弘光帝谥）

## 其他字開首
- 懿简：张鹏
- 昭靖：沐英
- 毅愍：王文、马炳龙
- 毅思：刘台
- 毅敏：刘玉、张养蒙
- 毅勇：李桂
- 敏肃：李世达、陈寿
- 敏毅：蒋琬
- 敏靖：沐绍勋
- 恭简：尹旻、耿定向、韩邦奇、李钺、屠楷、高友玑、王钫、朱英、戴珊、王樵、欧阳铎、许孚远、魏校
- 恭襄：杨炳、陳瑄、王琼、马昂、张瓒、江东、许论、石茂华、赵炳然、刘炳
- 恭和：周寿
- 恭僖：张信、朱辅、沐朝辅、许绅、张景明、明世宗王丽妃
- 恭肃：赵辅、张渊、周用、胡松、熊浃、王遴、严清、林鹗、曾钧
- 恭惠：汪宗伊、张拯、范镛、杨信民
- 恭穆：余懋学
- 恭献：李贞
- 恭懿：张瀚、李棠
- 恭毅：王槩、温纯、章纶、邓顒
- 恭敏：李让、李全礼、马森、李汝华、白圭、李燧、廖莊
- 恭顺：卢渊、李充妃
- 恭愍：陈瀛、钟同、陈良谟（弘光帝谥）
- 恭介：陈有年、孙丕扬、毕锵、陶琰、李迁、朱鸿谟、王汝训
- 恭定：年富、冯从吾、潘恩、郭惟贤、袁丽妃
- 恭宪：孙忠（初谥靖康）
- 恭节：冯应京、周怡、陈纯德（弘光帝谥）、段高选
- 恭靖：张懋、朱希忠、姚广孝、张麒、朱希周、蔡国珍、李敏、洪远、蒋瑶、王璟、贾铨、蒋用文、黄充妃
- 恭端：曾同亨
- 恭质：王用汲
- 壮武：李瑾、马荣
- 壮勇：吴成、吴克忠、马聚、梁成、卫颖
- 壮毅：赵馘、何德
- 壮靖：高文
- 壮每：赵胜
- 壮愍：冯恩、岳懋
- 壮节：谭渊
- 庄懿：谭大初、张蓥、闵圭、周瑄、胡拱辰
- 庄简：张赫、朱仪、闻渊、陆光祖、乔宇、秦民悦、邹文盛、熊绣、李浩、王学夔、张悦、王复、李浩、李偉
- 庄靖：徐俌、蒋廷圭、陈文、魏时亮、赵璜、宋景、陈瓒、刘东星
- 庄节：张可大
- 庄敏：陈豫、崔恭、杨鼎、许诰、林聪、陶谐
- 庄毅：毛胜、孙玮、王竑、王纪
- 庄肃：张峦、胡松、娄志德
- 庄介：刘一儒、姜洪
- 庄僖：谭祐、焦栋、韩邦问、张永明、舒化
- 庄裕：徐问
- 庄襄：仇成、沐昆、刘天和、俞谏
- 庄敬：宋曛
- 庄和：张仑
- 庄武：徐宏基、李瑾、曹义
- 庄愍：寇深
- 贞敏：梁梦龙
- 贞襄：徐琦、聂豹
- 贞愍：巩永固（弘光帝谥）
- 贞肃：林俊、杨继宗
- 襄毅：吴祯、焦礼、李英、谭广、许进、杨博、秦紘、程信、项忠、王邦瑞、翁万达、彭泽、李化龙、王崇古、韩雍
- 襄简：王轼、王志
- 襄介：段民
- 襄靖：顾时、梁珤、吴应聘
- 襄敏：陈亨、郭庖、王越、李秉、黄镐、周奎、王以旗、潘鉴、谭纶、李遂、董方、李宾、邓廷瓒、张珩、郑洛、杨泰、王永和、刘丙、邓棨、唐泽
- 襄惠：屠滽、洪锺、吴文华、邹守愚、张岳
- 襄烈：吴良
- 襄宪：张佳允
- 襄武：汤和、于显、冯烒
- 襄裕：王宗沐
- 襄恪：顾溥
- 襄荣：沈清
- 襄懋：胡宗宪、毛伯温
- 襄愍：柳升、冯桢、才宽、丁铉、曾铣、熊廷弼
- 勇襄：周武、張軏
- 定襄：陈德
- 定肃：萧彦
- 介肃：吴岳、魏允贞
- 介愍：马从聘
- 清宪：孟秋
- 清简：孙需、孙鑨、樊莹
- 清惠：耿九畴、刘麟、吴廷举、丁宾、张玮（弘光帝谥）
- 清襄：陈道亨
- 清敏：卫承芳
- 清愍：孙继鲁
- 节愍：劉儁、陈洽、周宪、潘宗颜、李启光、丁碧、孟章明（弘光帝谥）、申侍允（弘光帝谥）
- 康懿：陈俊、徐贯、林庭㭿
- 康简：李钺、杨守随、崔文奎、胡韶
- 康靖：张伟、卫錞、邹干
- 康僖：费栻、蔡震、王承裕、陆瑜、屠勋、周伦、邵锐
- 康惠：徐文璧、胡富、李承勋、杨志宁、宋礼、周季凤
- 康介：郭宗皋
- 康穆：王镇
- 康和：李充嗣
- 康顺：方寿祥、刘泰
- 康毅：王宪
- 康敏：白昂、赵鉴
- 僖敏：汤绍宗、陈镒、王锺、周季麟
- 僖靖：廖纪
- 僖武：任礼
- 僖顺：吴守义、纪广、蒋信
- 僖愍：吴克勤、沈荣
- 安节：袁洪愈
- 安简：王宗彝
- 惠敏：庞尚鹏
- 惠安：彭韶、明仁宗王丽妃
- 惠襄：沐春
- 孝勇：陈文
- 景成：邱广
- 荣壮：冉保、罗秉忠
- 荣靖：周能、王源、顾仕隆、夏儒、方锐、翁溥、陈政
- 荣毅：马亮、墨麟
- 荣简：盛端明、邬景和
- 荣康：沐斌、朱凤
- 荣襄：孙继宗、吴中、金濂、袁宗皋、聂贤、左韩僖
- 荣恭：崔元
- 荣愍：井源
- 荣和：张仑、邵喜、汪鋐
- 荣僖：朱辅、徐光祚、孙杲、顾寰、钱承宗、蒋辅、钱果、周彧、李玉、陈万言、孙交、顾可学（后削）
- 荣怀：陈埙
- 荣愿：朱浚
- 肃敏：余子俊、王廷相、董汉儒、辛自修
- 简肃：邱橓、方钝、潘璜、方良永、黄珂、张敷华、屠侨、周延
- 简襄：陈寿
- 靖襄：萧绥、张伟
- 崇武：陈清
- 宣武：郭兴
- 桓襄：薛显
- 桓义：王真
- 刚毅：李彬
- 刚勇：张钦
- 威武：孫巖
- 威毅：吴复、王聪、杨信
- 威襄：郭英、毛锐
- 威靖：施聚
- 威勇：刘聚
- 端肃：马文升、赵锦、梁材、葛守礼、顾佐
- 端恪：何维柏
- 端简：刘采、郑晓、林云同、毛恺、赵参鲁、朱裳
- 端毅：王恕、刘玉
- 端敏：胡世宁、秦金
- 端襄：王之诰
- 端愍：商大节
- 端惠：雍泰
- 端洁：杨时乔
- 裕愍：顾大章
- 恪愍：吴景
- 烈愍：张振德、徐從治、洪雲蒸、王燾（弘光帝諡）
- 悼僖：李珍，明仁宗李丽妃